# Bernardo de Morlaix
Bernardo de Cluny (o de Morlaix) era un monje benedictino de la mitad del siglo XII, fue además poeta, satírico y autor de himnos y libros como el conocido De contemptu mundi, su célebre frase « Nunc ubi Regulus aut ubi Romulus aut ubi Remus ? / Stat Roma pristina nomine, nomina nuda tenemus » («¿Dónde está hoy Régulo y dónde Rómulo y Remo?, Esa Roma de los orígenes sólo existe por su nombre y sólo conservamos nombres vacíos») usada por Umberto Eco en El nombre de la rosa.
Se sabe poco de la vida de Bernardo de Cluny. Se le conocía como Morlanensis, apodo que muchos han relacionado con Morlaix en Bretaña y otros con Morlaas en Bearne. También se le ha asociado a una familia de Montpellier o Murles.